# Mileewa houhensis
Mileewa houhensis (лат.) — вид цикадок рода Mileewa из отряда полужесткокрылых насекомых. Эндемик Китая (Hubei Province, Wufeng, Houhe).

## Описание
Длина около 6 мм. Верх головы светлый, с крупными тёмными пятнами на вершине, продольной темной полосой посередине и поперечной темной полосой у базального края; оцеллии от красновато-коричневых до тёмно-коричневых; глаза преимущественно тёмно-коричневые, с светлым внутренним краем или передней половиной. Переднеспинка, среднеспинка и щиток в основном тёмные; переднеспинка с боковым краем светлая, у некоторых экземпляров вершина щитка светлая. Переднее крыло тёмно-коричневое, обычно с основанием реберного края и светлыми краями булавы. Лицо бледное с темным основанием. Вентер грудной клетки бледный; ноги светлые, передние голени и лапки, средние лапки и вершина задних лапок тёмно-коричневые. Этот новый вид можно отличить от других видов рода по характерным отметинам на макушке головы, многочисленным светлым пятнам на темных участках макушки, спине груди и основной половине переднего крыла, а также по эдеагусу с парой разветвленных дорсальных отростков. Вид был впервые описан в 2014 году по материалам из Китая.